# Vörösfarkú álszajkó
A vörösfarkú álszajkó (Trochalopteron milnei) a madarak osztályának verébalakúak (Passeriformes) rendjébe és a Leiothrichidae családjába tartozó faj.

## Rendszerezése
A fajt Armand David francia zoológus írta le 1874-ben. Sorolták a Garrulax nembe Garrulax milnei néven.

## Alfajai
- Trochalopteron milnei milnei David, 1874
- Trochalopteron milnei sharpei Rippon, 1901
- Trochalopteron milnei sinianum Stresemann, 1930
- Trochalopteron milnei vitryi (Delacour, 1932)[2]

## Előfordulása
Ázsia déli részén, Kína, Laosz, Thaiföld és Vietnám területén honos. A természetes élőhelye a szubtrópusi vagy trópusi síkvidéki és hegyi esőerdők, mérsékelt övi erdők, valamint legelők és cserjések. Állandó, nem vonuló faj.

## Megjelenése
Testhossza 28 centiméter, testtömege 66-93 gramm.

## Életmódja
Rovarokkal, bogyókkal és gyümölcsökkel táplálkozik.

## Természetvédelmi helyzete
Az elterjedési területe rendkívül nagy, egyedszáma viszont csökken, de még nem éri el a kritikus szintet. A Természetvédelmi Világszövetség Vörös listáján nem veszélyeztetett fajként szerepel.
Európában az Európai Állatkertek és Akváriumok Szövetsége felügyelete alá tartozó Európai Veszélyeztetett Fajok Programja (EEP) keretében tenyésztik a faj egyedeit.